# Campeonato Europeu de Beisebol de 2001
O Campeonato Europeu de Beisebol de 2001 foi a 27º edição do principal torneio entre seleções nacionais de beisebol da Europa. A campeã foi a Seleção Neerlandesa de Beisebol, que conquistou seu 17º título na história da competição. O torneio foi sediado na Alemanha.